# لازلو جونز
لازلو جونز (بالإنجليزية: Lazlow Jones)، هو كاتب أمريكي، منتج ومخرج ومذيع محطة راديو يعيش في نيو يورك.

## روابط خارجية
- لازلو جونز على موقع IMDb (الإنجليزية)
- لازلو جونز على موقع قاعدة بيانات الفيلم (الإنجليزية)